# Sigmundsherberg
Sigmundsherberg är en ort och kommun  i Österrike. Den ligger i distriktet Horn i förbundslandet Niederösterreich, 70 km nordväst om huvudstaden Wien. 
Kommunen består av åtta orter (Ortschaften) (inom parentes invånarantal 1 januari 2024):

- Brugg (79)
- Kainreith (149)
- Missingdorf (106)
- Rodingersdorf (303)
- Röhrawiesen (63)
- Sigmundsherberg (696)
- Theras (223)
- Walkenstein (86)